# Fornos (Marco de Canaveses)
Fornos is een plaats (freguesia) in de Portugese gemeente Marco de Canaveses en telt 3303 inwoners (2001).